# Cantón de Marines
El cantón de Marines era una división administrativa francesa, que estaba situada en el departamento de Valle del Oise y la región de Isla de Francia.

## Composición
El cantón estaba formado por diecinueve comunas:
- Arronville
- Berville
- Bréançon
- Brignancourt
- Chars
- Cormeilles-en-Vexin
- Epiais-Rhus
- Frémécourt
- Grisy-les-Plâtres
- Haravilliers
- Le Bellay-en-Vexin
- Le Heaulme
- Marines
- Menouville
- Moussy
- Neuilly-en-Vexin
- Nucourt
- Santeuil
- Theuville

## Supresión del cantón de Marines
En aplicación del Decreto n.º 2014-168 de 17 de febrero de 2014, el cantón de Marines fue suprimido el 22 de marzo de 2015 y sus 19 comunas pasaron a formar parte del nuevo cantón de Pontoise.